# طاها موسی
طاها موسی (عربی: طَهَ مُوسى؛ زادهٔ ۲۴ مهٔ ۱۹۸۷) بازیکن فوتبال اهل سوریه است.
از باشگاه‌هایی که در آن بازی کرده‌است می‌توان به باشگاه ورزشی الجیش (سوریه) و باشگاه ورزشی الوحده (سوریه) اشاره کرد.
وی همچنین در تیم ملی فوتبال سوریه بازی کرده‌است.